# سروز
لایه سروزی (به انگلیسی: Serous membrane) یا نیام (به انگلیسی: Tunica) پرده‌ای است که جدار خارجی حفره‌های بدن را می‌پوشاند و روی سطوح اعضای داخلی بر می‌گرداند. سلولهای این پرده صاف ماده‌ای آبکی بنام مایع سروزی ترشح می‌کنند.
صفاق وسیع‌ترین غشای سروزی بدن است. به غشای سروزی دور قلب پیراشامه (پریکارد) و لایه سروزی دور ریه پرده جنب (پلور) گفته می‌شود. لایه سروزی کاملاً از بافت همبند پوششی (ادونتیشیا) که یک بافت همبندی است متفاوت است.همچنین شامل پرده پریتوئن نیز می شود که کمتر شناخته شده است در بافت شناسی